# Ratchis
Ratchis (8. århundrede) var en langobardisk konge af Italien der regerede over to omgange; fra 744 til 749 og igen kortvarigt 756-757. Han var desuden hertug af Friuli i årene 739 til 744.
Ratchis var søn af hertug Pemmo af Friuli og hans kone Ratperga og ældre bror til Aistulf. Efter at hans far var faldet i unåde hos kong Liutprand, udnævnte Liutprand Ratchis til hertug i stedet. Hans regering var stabil og udenrigspolitik fredelig indtil han, uvist hvorfor, belejrede Perugia. Pave Zacharias overtalte ham til at hæve belejringen. Men Ratchis mænd foragtede ham for denne svaghed, og i juni 749 valgte de i Milano hans yngre bror Aistulf til konge i stedet. Ratchis med sin familie trak sig tilbage i klosteret Monte Cassino. Efter Aistulfs død i 756 prøvede han endnu en gang at reagere over langobarderne, men han blev besejret af Desiderius og trak sig tilbage til et kloster i omegnen af Cervaro; i dag er et bjerg dér opkaldt efter ham.